# Volksbank Mittweida
Die Volksbank Mittweida eG ist eine Genossenschaftsbank mit Hauptsitz im mittelsächsischen Mittweida.
Mit Gründung der Gewerbebank Mittweida wurde der Grundstein der heutigen Volksbank Mittweida eG gelegt. Am 13. November 1923 fand die Gründungsversammlung in der Mittweidaer Gaststätte Moritzburg statt. 2023 feierte das Kreditinstitut sein 100-jähriges Jubiläum.
Die Regionalbank beschäftigt gut 230 Mitarbeitende, betreut 52.900 Kunden, wovon 16.022 Mitglieder sind (Stand Ende 2023). Im Vergleich zum Geschäftsjahr 2022 ist die Bilanzsumme durch das gestiegene Kundengeschäft um 10,4 Prozent auf 3,4 Mrd. Euro gewachsen. Bei den Kundeneinlagen erzielte die Bank einen Zuwachs auf 2,1 Mrd. Euro (+3,6 % zum Vorjahr). Die Kundenkredite stiegen um 11,1 Prozent auf 2,9 Mrd. Euro an. Auch die Eigenmittel stiegen im Geschäftsjahr 2023 um 28,5 Prozent.
Die Volksbank Mittweida eG ist mit insgesamt 9 Filialen und 4 SB-Standorten in Sachsen vertreten.

## Weitere Unternehmen
Teleskopeffekt GmbH, die die Werkbank32 in Mittweida betreibt, die Volksbank Mittweida Immobilien GmbH, die Volksbank Mittweida Hausverwaltungs GmbH und die Oberbanscheidt & Cie Vermögensverwaltung gehören zu den Tochterunternehmen.
Verbundene Unternehmen sind die Bürgerstiftung der Volksbank Mittweida, die RegioEnergie eG und die Digitale Sicherheit für den Mittelstand eG.

## Engagement in der Region rund um Mittweida
Die Volksbank Mittweida ist eng mit der Region verbunden. Sie fördert soziales und kulturelles Engagement, etwa durch Spenden, Sponsoring und Stiftungsbeiträge. 2023 sind Spenden in Höhe von 60.000 Euro in die Region geflossen. Zusätzlich wurden aus dem Gewinnspar-Spendentopf über 18.000 Euro an gemeinnützige Organisationen gegeben.
Neben den 6.565 Euro an Spendengeldern, hat die Bürgerstiftung der Volksbank Mittweida aufgrund des 100-jährigen Jubiläums der Regionalbank über 100.000 Euro für Projekte von
insgesamt 89 Institutionen im Geschäftsgebiet vergeben.